# La Cité des lumières
Pour plus de détails, voir Fiche technique et Distribution.
La Cité des lumières est un film français de Jean de Limur sorti en 1938.

## Synopsis
C'est une histoire d'amour dans le Quartier latin, entre Rodolphe et Marie qui vient de perdre son père.

## Fiche technique
- Titre : La Cité des lumières
- Réalisation : Jean de Limur
- Scénario : Fernand Crommelynck d'après un roman de Jacques Floury
- Photographie : Willy-Gricha
- Musique : Bert Reisfeld
- Société de production : Production CDL
- Pays de production :  France
- Société de distribution : Compagnie Universelle Cinématographique (CUC)
- Format : Son mono - Noir et blanc - 35 mm  - 1,37:1
- Genre : Film dramatique
- Durée : 96 minutes (1h36)
- Dates de sortie : 
  - France : 18 octobre 1938[1] ou 7 décembre 1938 (selon imdb, Unifrance et encyclocine)
- Numéro de visa : 486 - Visa délivré le : 30/09/1940
- Affiche : René Péron (France)

## Distribution
- Madeleine Robinson : Madeleine Pascard
- Daniel Lecourtois : Rodolphe Davoust
- Claire Gérard : Georges Leclerc
- Yolande Laffon : Madame Davoust
- Valentine Camax : Mademoiselle Grisout
- Paul Demange : Le commissaire-priseur
- Jacqueline Dhomont : Mireille
- Paul Escoffier : l'examinateur
- Robert Favart : Michel, le chauffeur
- Foun-Sen : l'étudiante annamite
- Joffre : Monsieur Pascard
- Léo Lapara : Costabelle
- Pierre Larquey : Alexis, le serviteur
- Marguerite de Morlaye : la dame à la boîte de nuit
- Robert Ralphy : le vieux beau
- André Siméon : le patron du restaurant
- Germaine Stainval : Miss Patterson
- Camille Bert : Monsieur Davoust

- Christian-Gérard
- Bernard La Jarrige
- Jean Worms